# 579
579 (DLXXIX na numeração romana) foi um ano comum do século VI, do Calendário Juliano, da Era de Cristo, a sua letra dominical foi A (52 semanas), teve início a um domingo e terminou também a um domingo.
| ano completo                    |
| ------------------------------- |
| Ano comum com início ao domingo |

## Eventos
- 26 de Novembro - É eleito o Papa Pelágio II.

## Mortes
- 20 de Março - São Martinho de Dume, bispo de Bracara Augusta, actual cidade de Braga.
- 30 de Julho - Papa Bento I.